# George Hegamin
George Russell Hegamin (* 14. Februar 1973 in Camden, New Jersey) ist ein ehemaliger US-amerikanischer American-Football-Spieler. Er spielte in der Offensive Line unter anderem in der National Football League (NFL). 

## Jugend/College
Hegamin spielte bereits auf der High School in Camden American Football, bevor er ein Studium an der North Carolina State University in Raleigh begann und dort bei den North Carolina State Wolfpack. 1992 spielte er zum ersten Mal für diese Mannschaft als Offensive Tackle. Schnell hatte er sich als Stammspieler etabliert. Der Mannschaft gelang es, im Kick off Classic die University of Iowa mit 24:14 zu schlagen. Hegamin wurde als einer der besten Spieler dieses Bowlspiels bezeichnet. Im Jahr darauf ging der Hall of Fame Bowl gegen die University of Michigan mit 42:7 deutlich verloren. Hegamin war allerdings trotzdem in das Blickfeld der NFL-Scouts geraten.

## Profizeit
In der NFL Draft 1994 wurde Hegamin von den Dallas Cowboys in der dritten Runde an 102. Stelle gezogen. Hegamin konnte sich zunächst nicht im mit Spitzenspieler gespickten Kader der Cowboys durchsetzen. 1995 gewannen die Cowboys den Super Bowl XXX gegen die Pittsburgh Steelers mit 27:17. Hegamin kam aber nicht zum Einsatz. Um Spielpraxis zu erlangen, wurde er in die NFL Europe an die Frankfurt Galaxy abgegeben, wo er sich unter Coach Ernie Stautner 1996 schnell zum Stammspieler entwickelte. 1996 und 1997 konnte er sich daraufhin in Dallas etablieren, erhielt vermehrt als Guard Einsatzzeit, unter anderem als Ersatzspieler für Nate Newton. 1998 wurde er an die Philadelphia Eagles abgegeben, konnte dort aber nicht überzeugen und wechselte im Jahr darauf zu den Tampa Bay Buccaneers, wo er 1999 und 2000 als Offensive Tackle unter Vertrag stand. 2001 konnte er sich im Sommertrainingscamp in Tampa Bay nicht mehr durchsetzen und beendete seine Laufbahn.